# Slobozia (Ialomița)
Slobozia (in tedesco Freistadt) è un municipio della Romania di 52 313 abitanti, capoluogo del distretto di Ialomița, nella regione storica della Muntenia.
Fanno parte dell'area amministrativa anche le località di Bora e Slobozia Nouă.

## Etimologia
Il toponimo trae origine dal termine slobozie, che stava ad indicare un insediamento colonizzato da poco che godeva di un regime di esenzione dalle tasse; il termine a sua volta nasce dalla parola slava slobod (libero). Poiché la località è situata al centro di una vasta pianura (la Pianura di Bărăgan), essa era particolarmente esposta in passato alle incursioni di Tatari e Ottomani; l'esenzione dalle tasse era vista come un incentivo per coloro che, nonostante questi pericoli, intendessero insediarsi nell'area.

## Economia
Dal punto di vista economico, la principale attività della città consiste nella trasformazione dei prodotti dell'agricoltura, largamente praticata in tutta l'area circostante. Sono comunque presenti alcune attività industriali di settori diversi, che mantengono tuttavia un'incidenza limitata.

## Amministrazione

### Gemellaggi
- Bulgaria - Silistra
- Macedonia del Nord - Veles